# Hōjō Genan
Hōjō Gen'an (北条幻庵?; 1493 – 12 agosto 1589) è stato un samurai giapponese appartenente al clan Hōjō durante il periodo Sengoku.
Hōjō Gen'an, conosciuto anche come Hōjō Nagatsuna, è stato il terzo figlio di Hōjō Sōun e fu un pilastro di lunga data del clan Hōjō. Scelse di trasferirsi a Kyoto e divenne noto per le sue ricerche culturali e la voglia di studiare. Nel 1569 perse il figlio maggiore Shinzaburô Tsunashige e il suo secondo figlio Nagatoshi in battaglia con Takeda Shingen. Per consolarlo il nipote Hōjō Ujiyasu dette brevemente in adozione a Gen'an il proprio settimo figlio, Ujihide. Gen'an servì come consigliere del clan con Hōjō Ujinao. Viene ricordato per la sua abilità al tamburo e al flauto, oltre all'uso a cavallo di arco e frecce.
Probabilmente è stato il samurai che visse maggiormente durante il periodo Sengoku. Fu ricordato negli anni successivi per la sua distinta figura che indossava un kimono nero. Poiché Ujihide fu scelto per essere adottato da Uesugi kenshin, Gen'an fu succeduto dal nipote Hōjō Ujitaka.
Morì il 12 agosto 1589.
Figli: Tsunashige (Shinzaburō; morto 1569), Nagatoshi (morto 1569).